# Podpolkovnik (Italija)
Podpolkovnik (izvirno italijansko Tenente colonnello; okrajšava: Ten.Col.) je častniški čin v uporabi pri Italijanski kopenski vojski, Italijanskem vojnem letalstvu, Korpusu karabinjerov in Finančni straži. V činovni hierarhiji Italijanske vojne mornarice mu ustreza čin kapitana fregate. V sklopu Natovega STANAG 2116 spada v razred OF-5.
Nadrejen je činu majorja in podrejen činu polkovnika.

## Oznaka čina
Prvotna oznaka čina je bila nameščena na spodnjem delu rokava (v sklopu s pomorsko tradicijo izkazovanja čina), nato pa so leta 1946 sistem oznak čina prilagodili Natovim standardom. Danes tako se uporabljata v kopenski vojski, vojnem letalstvu, karabinjerih in finančni straži dve različni oznaki čina:
- činovna vrvica na pokrivalu: ena dvovrvna prepletena vrvica s tremi prečnimi črtami;
- naramenska (epoletna) oznaka: dve zvezdi in spodaj trostolpna krona.

Italijansko vojno letalstvo uporablja drugačno oznako čina in sicer: ena debelejša zlata črta in dve zlati črti s štirikotno pentljo na vrhu.
Alpini, gorski vojaki, na svojih značilnih pokrivalih (Cappello Alpino), uporabljajo posebno oznako čina: en debelejši zlati in dva črna obrnjena 'V.
Galerija
- Činovna vrvica na pokrivalu
- Naramenska (epoletna) oznaka za službeno uniformo (kopenska vojska)
- Naramenska (epoletna) oznaka za službeno uniformo (vojno letalstvo)
- Naramenska (epoletna) oznaka za službeno uniformo (karabinjeri)
- Naramenska (epoletna) oznaka za službeno uniformo (finančna straža)
- Oznaka čina za Cappello Alpino